# Steven Finitsis
Steven Finitsis (* 19. Januar 1983 in Innisfail, Queensland) ist ein ehemaliger australischer Squashspieler.

## Karriere
Steven Finitsis begann seine Profikarriere im Jahr 2006 und gewann zwölf Titel auf der PSA World Tour. Seine höchste Platzierung in der Weltrangliste erreichte er mit Rang 45 im Juli 2014. Er qualifizierte sich 2010, 2013 und 2014 für das Hauptfeld bei der Weltmeisterschaft, schied aber jeweils in der ersten Runde aus. 2010 scheiterte er mit 0:3 an Aamir Atlas Khan, 2013 unterlag er César Salazar mit 2:3 und 2014 verlor er 0:3 gegen Saurav Ghosal. Im April 2016 beendete er seine Karriere.

## Erfolge
- Gewonnene PSA-Titel: 12